# Station Niemcza
Station Niemcza is een spoorwegstation in de Poolse plaats Niemcza.